# Регионална ватерполо лига
Регионална ватерполо лига је ватерполо лига у којој се такмиче клубови из Србије, Хрватске, Словеније, Црне Горе. Такмичење је основано 2008. године

## Историја
На квалификационом турниру за Европско првенство 2008. у Дубровнику договорено је да се оснује лига и да се са првим такмичењем крене исте године. Службено потписивање споразума о оснивању „Јадранске ватерполо лиге“ између ватерполо савеза Хрватске, Црне Горе и Словеније одиграло се 5. јуна 2008. Споразум су потписали председници три ватерполо савеза: Срђан Ковачевић (Црна Гора), Матјаж Раковев (Словенија) и Перица Букић (Хрватска). Лига је првобитно договорена на четири године, а њено седиште је смештено у Загреб. Управни одбор и Такмичарску комисију сачињавали су представници сва три ватерполо савеза. Трошкове такмичења су сносила сва три савеза у односу 55% ВС Хрватске, 35% ВС Црне Горе и 10% ВС Словеније.
У сезони 2011/12. такмичењу је приступио италијански Про Реко који је и освојио лигу, али је након једне сезоне напустио такмичење. Након 6 сезона, 2014. године лиги су се прикључили клубова из Србије.
Од сезоне 2015/16 уводи се и друга лига названа А2. Прва лига А1 броји 10 клубова, а А2 8 клубова.

## Кратак преглед
Сезона 2008/09: Учествовало је 12 клубова — 8 из Хрватске, 3 из Црне Горе и 1 из Словеније. Играло се по двокружном бод-систему у 22 кола, а није било фајнал-фора, већ је победник проглашен по завршетку лигашког дела.
Сезона 2009/10: Учествовало је 13 клубова, а клубовима из прве сезоне придружио се и црногорски Катаро. Играло се по двокружном бод-систему у 26 кола, а од ове сезоне уведен је фајнал фор на коме се четири првопласирана тима боре за титулу и тај формат завршнице је примењиван у свим наредним сезонама.
Сезона 2010/11: Учесници исти као и претходне сезоне. Због недостатка слободних термина играло се по једнокружном бод-систему у 13 кола. Такође је промењен и систем бодовања, па је од сада победа носила 3 бода, а не 2 као у прве две сезоне. Осам најбољих екипа лигашког дела обезбедило је пласман у четвртфинале (серија на 2 добијена меча) у коме су се борили за учешће на фајнал фору.
Сезона 2011/12: Учествовало је 13 клубова, а уместо Катара ове сезоне такмичио се италијански Про Реко, што је било прво и једино учешће неког тима који не потиче из неке од три земље које су основале лигу. Први део такмичења играо се по једнокружном бод-систему у 13 кола. На основу резултата у првом делу клубови су у другом подељени на две групе - прву од 1. до 6. места и другу од 7. до 13. места. Други део такмичења се (уз преношење свих резултата из првог дела) играо унутар група поново по једнокружном бод-систему, с тим што су овога пута домаћини биле екипе које су гостовале у првом делу. Након одиграна оба дела такмичења прве 4 екипе у првој групи пласирале су се на фајнал фор.
Сезона 2012/13: Учествовало је 12 клубова — Про Реко је одустао од даљег такмичења, а уместо Копера ове сезоне учешће је узео други словеначки тим - Триглав Крањ. Систем такмичења је враћен на онај из сезоне 2009/10. — двокружни бод-систем (овога пута у 22 кола), а прве 4 екипе пласирале су се на фајнал фор.
Сезона 2013/14: Учествовало је 12 клубова, а једина измена у списку учесника тицала се словеначког представника — уместо Триглава из Крања учествовао је Браник из Марибора. Систем такмичења је био идентичан као претходне сезоне.
Сезона 2014/15: Најважнија новина је прикључивање српских клубова такмичењу. Учествовало је 15 клубова — 7 из Хрватске, 4 из Србије (Војводина, Партизан, Раднички Крагујевац и Црвена звезда), 3 из Црне Горе и један из Словеније. Ових 15 тимова у првој фази такмичења било подељено у две групе (прва са осам и друга са седам), унутар којих се играло по двокружном бод-систему. По четири најбоља тима из прве фазе формирали су нову групу и наставили борбу за титулу (преношење међусобних резултата са тимовима из своје групе, двокружни бод-систем са тимовима из супротне групе). Преосталих седам клубова борило се за опстанак (исти систем као у групи за првака). О прваку лиге одлучивао је завршни турнир четворице најбољих из групе за првака.

## Учешће и пласман екипа по сезонама

### А1 лига
| Kлуб                | 08/ 09 | 09/ 10 | 10/ 11 | 11/ 12 | 12/ 13 | 13/ 14 | 14/ 15 | 15/ 16 | 16/ 17 | 17/ 18 | 18/ 19 | 19/ 20 | Укупно сезона |
| ------------------- | ------ | ------ | ------ | ------ | ------ | ------ | ------ | ------ | ------ | ------ | ------ | ------ | ------------- |
| Браник Марибор      | –      | –      | –      | –      | –      | 12     | 15     | –      | –      | –      | –      | –      | 2             |
| Будва               | 5      | 5      | 5      | 7      | 4      | 6      | 11     | –      | 7      | 9      | –      | У      | 10            |
| Војводина           | –      | –      | –      | –      | –      | –      | 9      | 8      | 9      | –      | –      | –      | 3             |
| Јадран Сплит        | 9      | 10     | 10     | 12     | 7      | 9      | 12     | –      | 8      | 4      | 4      | У      | 11            |
| Јадран Херцег Нови  | 2      | 1      | 1      | 5      | 8      | 4      | 5      | 3      | 2      | 3      | 3      | У      | 12            |
| Југ                 | 1      | 2      | 2      | 3      | 2      | 2      | 2      | 1      | 1      | 1      | 2      | У      | 12            |
| Катаро              | –      | 6      | 12     | –      | –      | –      | –      | –      | –      | –      | –      | –      | 2             |
| Копер               | 10     | 13     | 8      | 11     | –      | –      | –      | –      | –      | –      | –      | –      | 4             |
| Медвешчак           | 11     | 11     | 9      | 9      | 10     | 10     | 14     | –      | –      | –      | –      | –      | 7             |
| Младост             | 4      | 4      | 4      | 4      | 3      | 3      | 4      | 4      | 3      | 2      | 1      | У      | 12            |
| Морнар              | 8      | 8      | 7      | 6      | 5      | 5      | 7      | 6      | 6      | 5      | 6      | У      | 12            |
| Партизан            | –      | –      | –      | –      | –      | –      | 6      | 5      | 4      | 6      | 9      | У      | 6             |
| ПОШК                | 12     | 12     | 13     | 8      | 6      | 8      | 10     | 9      | –      | 7      | 10     | –      | 10            |
| Приморац            | 3      | 3      | 6      | 10     | 9      | 7      | 13     | –      | –      | 8      | 8      | У      | 10            |
| Приморје            | 7      | 7      | 3      | 2      | 1      | 1      | 1      | 2      | 5      | 10     | –      | –      | 10            |
| Про Реко            | –      | –      | –      | 1      | –      | –      | –      | –      | –      | –      | –      | –      | 1             |
| Раднички Крагујевац | –      | –      | –      | –      | –      | –      | 3      | 7      | –      | –      | –      | –      | 2             |
| Триглав Крањ        | –      | –      | –      | –      | 11     | –      | –      | –      | –      | –      | –      | –      | 1             |
| Црвена звезда       | –      | –      | –      | –      | –      | –      | 8      | 10     | –      | –      | 7      | У      | 4             |
| Шабац               | –      | –      | –      | –      | –      | –      | –      | –      | –      | –      | 5      | У      | 2             |
| Шибеник             | 6      | 9      | 11     | 13     | 12     | 11     | –      | –      | –      | –      | –      | –      | 6             |

### А2 лига
| Клуб                | 15/ 16 | 16/ 17 | 17/ 18 | 18/ 19 | 19/ 20 | Укупно сезона |
| ------------------- | ------ | ------ | ------ | ------ | ------ | ------------- |
| Будва               | 2      | –      | –      | 1      | –      | 2             |
| Ваљево              | –      | –      | 7      | 7      | –      | 2             |
| Војводина           | –      | –      | 3      | 6      | У      | 3             |
| Галеб МР            | –      | –      | –      | 12     | У      | 2             |
| Задар 1952          | –      | 7      | 9      | 8      | У      | 4             |
| Земун               | –      | –      | –      | –      | У      | 1             |
| Јадран Сплит        | 1      | –      | –      | –      | –      | 1             |
| Катаро              | 6      | 5      | 8      | 11     | У      | 5             |
| Копер 1958          | –      | –      | –      | 9      | –      | 1             |
| Медвешчак           | 5      | 6      | 5      | 10     | У      | 5             |
| Наис                | 7      | –      | 4      | 5      | У      | 4             |
| ПОШК                | –      | 2      | –      | –      | У      | 2             |
| Приморац            | 4      | 1      | –      | –      | –      | 2             |
| Приморје            | –      | –      | –      | 4      | У      | 2             |
| Раднички Крагујевац | –      | –      | –      | 3      | У      | 2             |
| Триглав Крањ        | –      | –      | –      | –      | У      | 1             |
| Црвена звезда       | –      | 4      | 1      | –      | –      | 2             |
| Шабац               | –      | 3      | 2      | –      | –      | 2             |
| Шибеник             | 3      | 8      | 6      | 2      | У      | 5             |

## Досадашња финала
| Сезона   | Финале                        | Финале                  | Финале           | Финале             |
| -------- | ----------------------------- | ----------------------- | ---------------- | ------------------ |
| Сезона   | Датум и место одигравања      | Победник                | Резултат         | Финалиста          |
| 2008/09. | без финала                    | Југ (1)                 | само лигашки део | Јадран Херцег Нови |
| 2009/10. | 7. мај 2010. ( Дубровник)     | Јадран Херцег Нови (1)  | 11 : 8           | Југ                |
| 2010/11. | 3. април 2011. ( Ријека)      | Јадран Херцег Нови (2)  | 9 : 7            | Југ                |
| 2011/12. | 18. март 2012. ( Ријека)      | Про Реко (1)            | 15 : 4           | Приморје           |
| 2012/13. | 14. април 2013. ( Загреб)     | Приморје (1)            | 9 : 8            | Југ                |
| 2013/14. | 13. април 2014. ( Задар)      | Приморје (2)            | 8 : 7            | Југ                |
| 2014/15. | 3. април 2015. ( Ријека)      | Приморје (3)            | 15 : 9           | Југ                |
| 2015/16. | 19. март 2016. ( Дубровник)   | Југ (2)                 | 9 : 5            | Приморје           |
| 2016/17. | 1. април 2017. ( Дубровник)   | Југ (3)                 | 15 : 3           | Јадран Херцег Нови |
| 2017/18. | 14. април 2018. ( Дубровник)  | Југ (4)                 | 15 : 8           | Младост            |
| 2018/19. | 20. април 2019. ( Загреб)     | Младост (1)             | 13 : 12          | Југ                |
| 2019/20. | 16. јул 2020. ( Дубровник)    | Младост (2)             | 15 : 11          | Југ                |
| 2020/21. | 29. март 2021. ( Загреб)      | Раднички Крагујевац (1) | 14 : 12          | Југ                |
| 2021/22. | 3. април 2022. ( Београд)     | Нови Београд (1)        | 14 : 11          | Јадран Сплит       |
| 2022/23. | 26. март 2023. ( Београд)     | Југ (5)                 | 14 : 12          | Јадран Сплит       |
| 2023/24. | без финала                    | Нови Београд (2)        | само лигашки део | Јадран Сплит       |
| 2024/25. | 29. март 2025. ( Херцег Нови) | Раднички Крагујевац (2) | 13 : 10          | Јадран Сплит       |

### Успешност клубова
| Клуб                | Првак                            | Вицепрвак                                          |
| ------------------- | -------------------------------- | -------------------------------------------------- |
| Југ                 | 5 (2009, 2016, 2017, 2018, 2023) | 8 (2010, 2011, 2013, 2014, 2015, 2019, 2020, 2021) |
| Приморје            | 3 (2013, 2014, 2015)             | 2 (2012, 2016)                                     |
| Јадран Херцег Нови  | 2 (2010, 2011)                   | 2 (2008, 2017)                                     |
| Младост             | 2 (2019, 2020)                   | 1 (2018)                                           |
| Нови Београд        | 2 (2022, 2024)                   | —                                                  |
| Раднички Крагујевац | 2 (2021, 2025)                   | —                                                  |
| Про Реко            | 1 (2012)                         | —                                                  |
| Јадран Сплит        | —                                | 4 (2022, 2023, 2024, 2025)                         |

## Појединачне награде
| Сезона   | Најбољи играч                           | Најбољи стрелац                                     |
| -------- | --------------------------------------- | --------------------------------------------------- |
| 2008/09. | Александар Ивовић ( Јадран Херцег Нови) | Александар Ивовић ( Јадран Херцег Нови) — 103 гола  |
| 2009/10. | Александар Ивовић ( Јадран Херцег Нови) | Александар Ивовић ( Јадран Херцег Нови) — 68 голова |
| 2010/11. | Денеш Варга ( Приморје)                 | Денеш Варга ( Приморје) Сандро Сукно ( Југ)         |
| 2011/12. | Филип Филиповић ( Про Реко)             | Дарко Бргуљан ( Будва) — 50 голова                  |
| 2012/13. | Сандро Сукно ( Приморје)                | Александар Ивовић ( Југ) — 66 голова                |
| 2013/14. | Пауло Обрадовић ( Приморје)             | Денеш Варга ( Приморје) — 64 гола                   |
| 2014/15. | Сандро Сукно ( Приморје)                | Сандро Сукно ( Приморје) — 62 гола                  |
| 2015/16. | Фелипе Пероне ( Југ)                    | Фелипе Пероне ( Југ) — 42 гола                      |
| 2016/17. | Лука Лончар ( Југ)                      | Пауло Обрадовић ( Југ) — 51 гол                     |
| 2017/18. | Марко Мацан ( Југ)                      | Лука Букић ( Младост) — 39 голова                   |
| 2018/19. | Козмин Раду ( Младост)                  | Данил Меркулов ( Југ)                               |
| 2019/20. | Лука Букић ( Младост)                   | Лука Букић ( Младост)                               |
| 2020/21. | Лазар Добожанов ( Раднички Крагујевац)  | Данил Меркулов ( Југ)                               |
| 2021/22. | Душко Пијетловић ( Нови Београд)        | Никола Лукић ( Раднички Крагујевац)                 |
| 2022/23. | Тони Попадић ( Југ)                     | Лорен Фатовић ( Југ)                                |